# Anapsectra
Anapsectra is een geslacht van insecten uit de familie van de bruine gaasvliegen (Hemerobiidae), die tot de orde netvleugeligen (Neuroptera) behoort.

## Soorten
Deze lijst is mogelijk niet compleet.
- A. berothoide Monserrat, 1992
- A. medleri Tjeder, 1975